# Michail Trepasjkin
Michail Ivanovitsj Trepasjkin (Russisch: Михаил Иванович Трепашкин) (Malkovo (Oblast Vitebsk), 7 april 1957) is een Moskouse procureur en een voormalige FSB-officier die als klokkenluider van 2003 tot 2007 gevangen zat vanwege het lekken van staatsgeheimen.

## Carrière bij de KGB
Trepasjkin voldeed zijn dienstplicht bij de atoomonderzeevloot van de Sovjet-Unie, waarna hij onderwijs volgde aan de hogeschool van de KGB. Vanaf 1984 was hij inspecteur bij de onderzoeksafdeling van de KGB, gespecialiseerd in zaken met betrekking tot de smokkel van waardevolle cultuurgoederen en kunstvoorwerpen. Vanaf 1990 werkte hij voor de afdeling interne veiligheid van de KGB.

## Bomaanslagen: De commissie Kovaljov
In 1997 werd hij ontslagen, nadat hij had geweigerd om een corruptiezaak rond een aantal hooggeplaatsten binnen de FSB (de opvolger van de KGB) te verdoezelen. Hij studeerde daarop voor advocaat. In 2002 nodigde ex-Doema-afgevaardigde Sergej Kovaljov hem uit voor de onafhankelijke onderzoekscommissie-Kovaljov in Moskou, die de bomaanslagen op Russische appartementen uit 1999 onderzocht; de gebeurtenissen die de Tweede Tsjetsjeense Oorlog startten en Vladimir Poetin aan de macht hielpen. Deze commissie werd echter met harde hand de kop ingedrukt door de moord op het lid Sergej Joesjenkov en de vergiftiging met thallium van het lid Joeri Sjtsjekotsjichin (beide 2003).

## Bomaanslagen: De zaak Morozov
In hetzelfde jaar werd Trepasjkin ingehuurd als advocaat door twee zussen van de familie Morozov, die hun moeder verloren bij een van de bomaanslagen in een zaak tegen twee moslims, die verdacht werden van het vervoeren van de explosieven.
Bij het voorbereiden van de zaak stuitte Trepasjkin op het spoor van een mysterieus persoon, wiens beschrijving was verwijderd uit de gegevens. Tot zijn eigen verbazing bleek de man een oud-KGB-collega van hem te zijn; Vladimir Romanovitsj. Hij wist ook een getuige te vinden (Mark Bloemenfeld) die verklaarde dat hij de kelder waarin de bommen waren geplaatst had verhuurd aan een man die voldeed aan de beschrijving van Romanovitsj. Later trok hij deze bekentenis weer in, naar eigen zeggen onder druk van de FSB. Romanovitsj kwam nog hetzelfde jaar om bij een auto-ongeluk op Cyprus.

## Arrestatie en veroordeling
Trepasjkin berichtte de pers over de zaak, maar een week voordat de zaak voor de rechtbank diende en hij de bewijzen in kon brengen werd hij zelf gearresteerd: Op 22 oktober 2003 werd hij opgepakt wegens verboden wapenbezit; bij een aanhouding door de verkeerspolitie werd een handwapen in zijn auto gevonden. Trepasjkin zelf verklaarde dat het wapen in zijn auto werd geplaatst bij zijn aanhouding. Even tevoren was hij door Boris Berezovski gewaarschuwd het land te verlaten en naar Londen te komen, maar hij had dit geweigerd.
Trepasjkin werd in een gesloten zitting van de militaire rechtbank veroordeeld tot 4 jaar gevangenisstraf vanwege het "openbaar maken van staatsgeheimen" en illegaal wapenbezit. Een ander gerechtshof verwierp later echter weer de aanklacht wegens verboden wapenbezit.

## Tijdelijke vrijlating en tweede gevangenperiode
In september 2005, na het uitzitten van twee jaar van zijn straf in een gevangenis in Nizjni Tagil, werd Trepasjkin voorwaardelijk vrijgelaten vanwege goed gedrag, om na twee weken opnieuw te worden gearresteerd nadat een hoger gerechtshof het vonnis over zijn vrijlating ongedaan had gemaakt (de maximumdatum voor cassatie was verlopen, maar er werd op 16 september een nieuwe datum ingesteld). Hij werd opgesloten in een gevangenis in Nizjni Tagil. De omstandigheden van zijn verblijf tijdens zijn eerste twee jaar waren zeer slecht. Hij verklaarde te zijn geslagen, honger te hebben geleden, uit zijn slaap te worden gehouden en medicijnen te zijn onthouden voor zijn chronische astma. Door het onthouden van zijn medicijnen verslechterde zijn gezondheid sterk, maar de gevangenisleiding bleef weigeren hem medicijnen te verstrekken.

## Publiciteit
Zijn zaak kreeg veel bekendheid bij de buitenlandse pers en zorgde voor een opschudding onder mensenrechtenactivisten. Amnesty International zette zijn zaak op de agenda en zijn zaak werd opgenomen in een rapport over 2003 van het Ministerie van Buitenlandse Zaken van de Verenigde Staten. Ook kwam zijn verhaal naar voren in de documentaire Disbelief uit 2004.
Hij raakte opnieuw in de publiciteit na de dood van ex-KGBagent Aleksandr Litvinenko. Nadat hij tevergeefs aanbood om te getuigen in zijn rechtszaak in het Verenigd Koninkrijk, wist hij een document overhandigd te krijgen aan The Sunday Telegraph, waarin hij een dienstdoende FSB-kolonel noemde als spilfiguur in de moord op Litvinenko.

## Rechtszaak en vrijlating
In februari werd een nieuwe rechtszaak tegen hem geopend voor een mogelijke strafverzwaring vanwege "het overtreden van de gevangenisreglementen op 5 punten". Op 11 mei 2007 werd bekendgemaakt dat hij overgeplaatst is naar Jekaterinenburg voor deze rechtszaak. Dit leidde uiteindelijk niet tot een zwaardere straf en op 30 november 2007 werd Trepasjkin vrijgelaten na het verlopen van zijn vierjarige straf. In tegenstelling tot wat zijn vrouw hoopte, wilde hij opnieuw niet vluchten naar Londen, maar zijn strijd tegen zijn in zijn ogen onterechte veroordeling voort te zetten en andere onterechte gevangen helpen in Rusland. In mei 2008 verzocht Trepasjkin president Medvedev om zijn zaak te heropenen.